# قائمة الأبرشيات الكاثوليكية في العراق

لا يوجد لدى الكنيسة الكاثوليكية في العراق مؤتمر أسقفي وطني (لاتيني)، ولكنها متحدة في جمعية مشتركة بين الأساقفة الكاثوليك في العراق، نظرًا لتنوعها:
- أبرشية لاتينية غير متروبوليتية ( المشاركة في مؤتمر الأساقفة اللاتينيين في المنطقة العربية عبر القارات )
- مقسمة على أربع كنائس كاثوليكية شرقية خاصة بكل طقس : بطريركية ، ومطران - وستة أبرشيات أخرى ، وثلاث أبرشيات أخرى ، وإكسرخيتان بطريركيتان ( قبل الأبرشية ) .

توجد سفارة بابوية في العراق في العاصمة الوطنية بغداد ، باعتبارها تمثيلًا دبلوماسيًا بابويًا على مستوى السفارة ( أُنشئت باسم الوفد الرسولي في بلاد ما بين النهرين وكردستان وأرمينيا الصغرى ، وفي عام 1937 تمت إعادة تسميتها بالوفد الرسولي في العراق ، وتمت ترقيتها في 1966.10.14 ) ، والتي تم تخصيصها أيضًا للسفارة الرسولية في الأردن المجاور .

## الأبرشيات اللاتينية الحالية

### الولايات القضائية المعفاة
- أبرشية بغداد ( غير مطرانية )

## الأبرشيات الكاثوليكية الشرقية الحالية

### الكنيسة الكلدانية الكاثوليكية
( الكلدانية - = طقس سرياني شرقي )
- بطريركية بابل الكلدانية الكاثوليكية ( في المنصور، بغداد ؛ في البداية أبرشية سلوقية-قطسيفونتي )

#### إقليم بغداد الكنسي الكلداني الكاثوليكي
- مطرانية بغداد
  - أبرشية ألكوك الكلدانية الكاثوليكية
  - أبرشية العمادية وزاكو الكلدانية الكاثوليكية
  - أبرشية عقرة الكلدانية الكاثوليكية

#### إقليم كركوك الكنسي الكلداني الكاثوليكي
- أبرشية كركوك-السليمانية الكلدانية الكاثوليكية اسميًا (لا يوجد مساعد فعلي)

#### ولاياتقضائية مستقلةللكاثوليك الكلدان
- أبرشية البصرة الكلدانية الكاثوليكية ( البصرة ، خليفة برات ميشان )
- أبرشية أربيل الكلدانية الكاثوليكية
- أبرشية الموصل للكلدان الكاثوليك

### طقوس شرقية أخرىSui jurisJurisdictions
( لا يوجد متروبوليتان ، ولا مساعد )
السريان الكاثوليك ( الطقوس الأنطاكية )
- أبرشية السريان الكاثوليك في بغداد
- أبرشية الموصل للسريان الكاثوليك
- البطريركية المارونية في البصرة والخليج

الأرمن الكاثوليك ( الطقوس الأرمنية )
- أبرشية بغداد

( اليونانية ) الملكية الكاثوليكية ( الطقوس البيزنطية )
- البطريركية الملكية الكاثوليكية في العراق

## السلطات القضائية المنحلة

### العناوين الرئيسية
- أسقفيتان فخريتان : أنبار الكلدانيين ، حرتا ( اللاتينية الآن )

### ولايات قضائية أخرى منحلة
ليتم إكماله ؟
بصرف النظر عن رواد الرؤية الحالية :
اللاتينية :
- مهمة الموصل الخاصة ( المقموعة )
- الولاية الرسولية في سوريا وكيليكية ( سابقًا ولاحقًا البعثة ذات الحق الخاص )

الكاثوليكية الشرقية :
- أبرشية السليمانية الكلدانية الكاثوليكية ( تم دمجها في كركوك )
- أبرشية زاكو الكلدانية الكاثوليكية ( زاخو ؛ اندمجت في العمادية = العمادية )